# Rosenberg, Baden
Rosenberg är en kommun och ort i Neckar-Odenwald-Kreis i regionen Rhein-Neckar i Regierungsbezirk Karlsruhe i förbundslandet Baden-Württemberg i Tyskland.  Rosenberg, som för första gången omnämns i ett dokument från år 1251, har cirka 2 100 invånare.
Kommunen ingår i kommunalförbundet Osterburken tillsammans med städerna Osterburken och Ravenstein.

## Ortsteile
Rosenberg har fyra Ortsteile: Bronnacker, Hirschlanden, Rosenberg och Sindolsheim alla tidigare kommuner som gick samman 1972.